# اتاناکومبورا
اتاناکومبورا (به لاتین: Attanakumbura) یک منطقهٔ مسکونی در سری‌لانکا است که در استان مرکزی (سری‌لانکا) واقع شده‌است.